# Blek gråmes
Blek gråmes (Baeolophus ridgwayi) är en nordamerikansk fågel i familjen mesar inom ordningen tättingar.

## Utseende och läten
Blek gråmes är en stor (15-16 cm) mes med en kort tofs, grå ovansida och vitaktig undersida. Den är nästan identisk med ekmesen och de båda behandlades fram tills nyligen som en och samma art. Blek gråmes är i genomsnitt något ljusare och gråare. Lätena skiljer sig tydligare åt, där sången är relativt mörk och mycket snabb, "jijiji jijiji jijiji...", i intrycket ett pulserande skallrande. Lätet är ett snabbt "sisi-ch-ch-ch-ch".

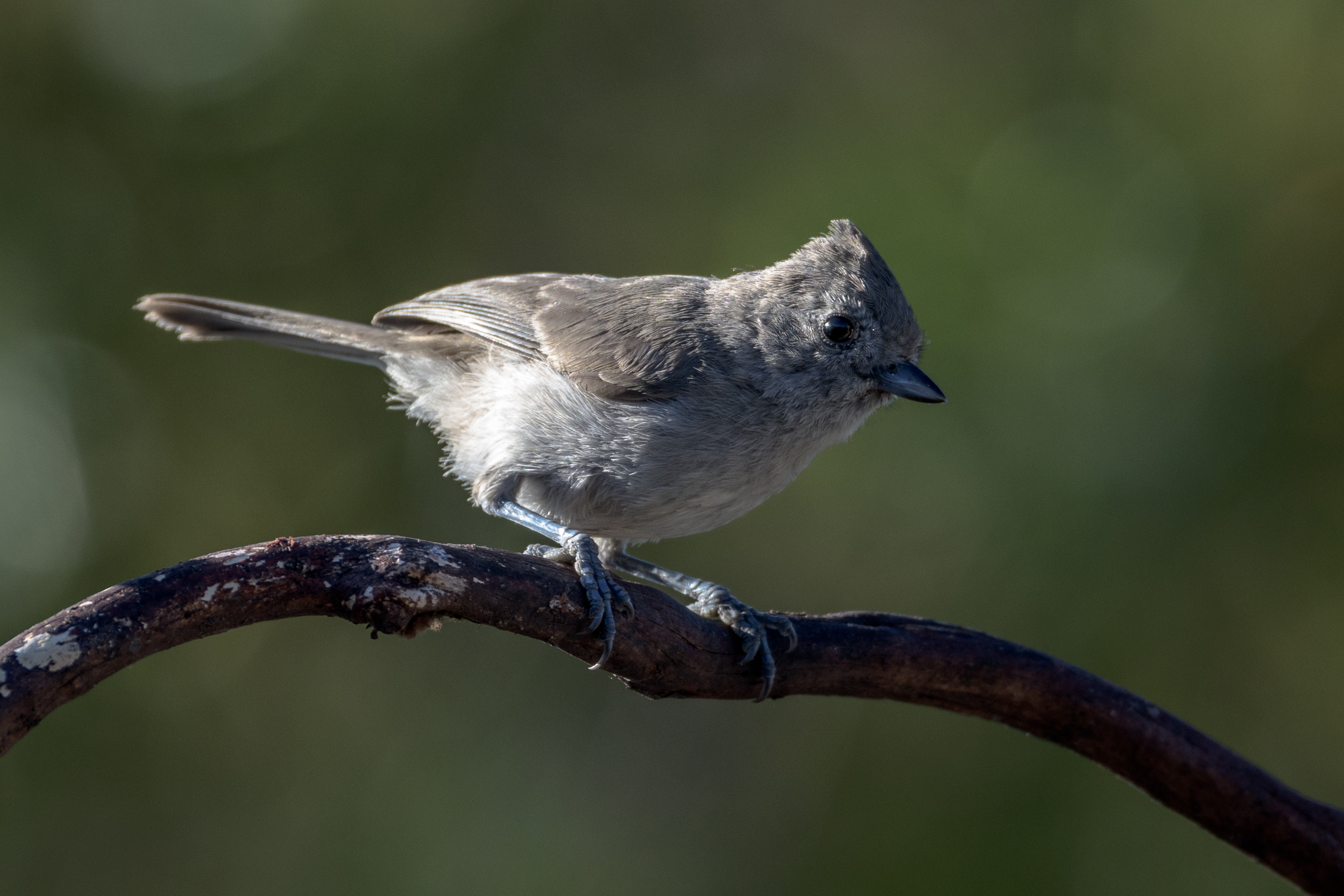

## Utbredning och systematik
Blek gråmes återfinns i västra Nordamerika och delas upp i två underarter:
- Baeolophus ridgwayi ridgwayi – inlandet i västra Nordamerika (Idaho till Nevada, sydöstra Kalifornien, Arizona, nordöstra Sonora)
- Baeolophus ridgwayi zaleptus – södra Oregon (öster om Kaskadbergen) till Nevada och östra Kalifornien (Inyo County)

Blek gråmes och ekmes (B. inornatus) behandlades tidigare som en och samma art.

### Släktestillhörighet
Tidigare inkluderades arterna i Baeolophus i släktet Parus men efter jämförande genetiska och morfologiska studier behandlar idag de flesta auktoriteter Baeolophus som ett distinkt släkte.

## Levnadssätt
Blek gråmes hittas i öppet och torrt skogslandskap med tall och en. Den är mycket aktiv och i konstant rörelse, i par eller smågrupper på jakt efter framför allt insekter och spindlar, men även bär och vissa frön. Fågeln häckar från mitten av april till slutet av juli.

## Status och hot
Arten har ett stort utbredningsområde och en stor population med stabil utveckling och tros inte vara utsatt för något substantiellt hot. Utifrån dessa kriterier kategoriserar internationella naturvårdsunionen IUCN arten som livskraftig (LC).

## Namn
Fågelns vetenskapliga artnamn hedrar den amerikanske ornitologen Robert Ridgway (1850-1929).